# Eleições autárquicas portuguesas de 1982 no distrito da Guarda
| Eleições autárquicas portuguesas de 1982 Distritos: Aveiro \| Beja \| Braga \| Bragança \| Castelo Branco \| Coimbra \| Évora \| Faro \| Guarda \| Leiria \| Lisboa \| Portalegre \| Porto \| Santarém \| Setúbal \| Viana do Castelo \| Vila Real \| Viseu \| Açores \| Madeira |

## Resultados por concelho
Os resultados nos concelhos do distrito da Guarda foram os seguintes:

### Aguiar da Beira
| Partido                 | Partido                   | Votos | %               | +/-   | Vereadores | +/-     |
| ----------------------- | ------------------------- | ----- | --------------- | ----- | ---------- | ------- |
|                         | Centro Democrático Social | 2 491 | 60,01 / 100,00  | -     | 4 / 5      | -       |
|                         | Partido Social Democrata  | 1 227 | 29,56 / 100,00  | -     | 1 / 5      | -       |
|                         | Partido Socialista        | 137   | 3,30 / 100,00   | 4,28  | 0 / 5      | Estável |
|                         | Aliança Povo Unido        | 67    | 1,61 / 100,00   | 0,69  | 0 / 5      | Estável |
| Votos Inválidos         | Votos Inválidos           | 229   | 5,51 / 100,00   | 1,89  |            |         |
| Total                   | Total                     | 4 151 | 100,00 / 100,00 |       | 5 / 5      |         |
| Eleitorado/Participação | Eleitorado/Participação   | 5 367 | 77,34 / 100,00  | 15,28 |            |         |

### Almeida
| Partido                 | Partido                 | Votos | %               | +/-  | Vereadores | +/-     |
| ----------------------- | ----------------------- | ----- | --------------- | ---- | ---------- | ------- |
|                         | Aliança Democrática     | 4 176 | 72,89 / 100,00  | -    | 4 / 5      | -       |
|                         | Partido Socialista      | 1 073 | 18,73 / 100,00  | 5,78 | 1 / 5      | 1       |
|                         | Aliança Povo Unido      | 204   | 3,56 / 100,00   | 0,92 | 0 / 5      | Estável |
| Votos Inválidos         | Votos Inválidos         | 276   | 4,82 / 100,00   | 2,00 |            |         |
| Total                   | Total                   | 5 729 | 100,00 / 100,00 |      | 5 / 5      |         |
| Eleitorado/Participação | Eleitorado/Participação | 8 148 | 70,31 / 100,00  | 2,00 |            |         |

### Celorico da Beira
| Partido                 | Partido                   | Votos | %               | +/-  | Vereadores | +/-     |
| ----------------------- | ------------------------- | ----- | --------------- | ---- | ---------- | ------- |
|                         | Partido Social Democrata  | 2 199 | 39,19 / 100,00  | -    | 2 / 5      | -       |
|                         | Centro Democrático Social | 1 778 | 31,69 / 100,00  | -    | 2 / 5      | -       |
|                         | Partido Socialista        | 1 188 | 21,17 / 100,00  | 2,20 | 1 / 5      | Estável |
|                         | Aliança Povo Unido        | 137   | 2,44 / 100,00   | 0,86 | 0 / 5      | Estável |
| Votos Inválidos         | Votos Inválidos           | 309   | 5,50 / 100,00   | 2,63 |            |         |
| Total                   | Total                     | 5 611 | 100,00 / 100,00 |      | 5 / 5      |         |
| Eleitorado/Participação | Eleitorado/Participação   | 7 758 | 72,33 / 100,00  | 0,50 |            |         |

### Figueira de Castelo Rodrigo
| Partido                 | Partido                   | Votos | %               | +/-  | Vereadores | +/-     |
| ----------------------- | ------------------------- | ----- | --------------- | ---- | ---------- | ------- |
|                         | Partido Social Democrata  | 1 955 | 39,10 / 100,00  | 2,35 | 2 / 5      | Estável |
|                         | Partido Socialista        | 1 463 | 29,26 / 100,00  | 9,38 | 2 / 5      | 1       |
|                         | Centro Democrático Social | 1 135 | 22,70 / 100,00  | 7,02 | 1 / 5      | 1       |
|                         | Aliança Povo Unido        | 131   | 2,62 / 100,00   | 1,19 | 0 / 5      | Estável |
| Votos Inválidos         | Votos Inválidos           | 316   | 6,32 / 100,00   | 1,18 |            |         |
| Total                   | Total                     | 5 000 | 100,00 / 100,00 |      | 5 / 5      |         |
| Eleitorado/Participação | Eleitorado/Participação   | 7 478 | 66,86 / 100,00  | 3,24 |            |         |

### Fornos de Algodres
| Partido                 | Partido                   | Votos | %               | +/-  | Vereadores | +/-     |
| ----------------------- | ------------------------- | ----- | --------------- | ---- | ---------- | ------- |
|                         | Partido Social Democrata  | 2 147 | 55,90 / 100,00  | -    | 4 / 5      | -       |
|                         | Centro Democrático Social | 936   | 24,37 / 100,00  | -    | 1 / 5      | -       |
|                         | Partido Socialista        | 483   | 12,57 / 100,00  | 5,80 | 0 / 5      | 1       |
|                         | Aliança Povo Unido        | 92    | 2,40 / 100,00   | 0,62 | 0 / 5      | Estável |
| Votos Inválidos         | Votos Inválidos           | 183   | 4,76 / 100,00   | 2,16 |            |         |
| Total                   | Total                     | 3 841 | 100,00 / 100,00 |      | 5 / 5      |         |
| Eleitorado/Participação | Eleitorado/Participação   | 5 516 | 69,63 / 100,00  | 7,45 |            |         |

### Gouveia
| Partido                 | Partido                   | Votos  | %               | +/-   | Vereadores | +/-     |
| ----------------------- | ------------------------- | ------ | --------------- | ----- | ---------- | ------- |
|                         | Partido Socialista        | 4 360  | 40,79 / 100,00  | 11,73 | 3 / 7      | 1       |
|                         | Partido Social Democrata  | 3 565  | 33,35 / 100,00  | -     | 3 / 7      | -       |
|                         | Centro Democrático Social | 1 196  | 11,19 / 100,00  | -     | 1 / 7      | -       |
|                         | Aliança Povo Unido        | 843    | 7,89 / 100,00   | 3,26  | 0 / 7      | Estável |
| Votos Inválidos         | Votos Inválidos           | 726    | 6,80 / 100,00   | 2,09  |            |         |
| Total                   | Total                     | 10 690 | 100,00 / 100,00 |       | 7 / 7      |         |
| Eleitorado/Participação | Eleitorado/Participação   | 15 548 | 68,75 / 100,00  | 8,49  |            |         |

### Guarda
| Partido                 | Partido                 | Votos  | %               | +/-  | Vereadores | +/-     |
| ----------------------- | ----------------------- | ------ | --------------- | ---- | ---------- | ------- |
|                         | Partido Socialista      | 12 966 | 57,34 / 100,00  | 3,06 | 5 / 7      | 1       |
|                         | Aliança Democrática     | 7 418  | 32,81 / 100,00  | 4,36 | 2 / 7      | 1       |
|                         | Aliança Povo Unido      | 938    | 4,15 / 100,00   | 1,15 | 0 / 7      | Estável |
|                         | PCTP/MRPP               | 285    | 1,26 / 100,00   | 0,51 | 0 / 7      | Estável |
| Votos Inválidos         | Votos Inválidos         | 1 004  | 4,44 / 100,00   | 0,66 |            |         |
| Total                   | Total                   | 22 611 | 100,00 / 100,00 |      | 7 / 7      |         |
| Eleitorado/Participação | Eleitorado/Participação | 31 272 | 72,30 / 100,00  | 7,22 |            |         |

### Manteigas
| Partido                 | Partido                 | Votos | %               | +/-   | Vereadores | +/-     |
| ----------------------- | ----------------------- | ----- | --------------- | ----- | ---------- | ------- |
|                         | Partido Socialista      | 1 149 | 47,50 / 100,00  | 14,39 | 3 / 5      | 1       |
|                         | Aliança Democrática     | 920   | 38,03 / 100,00  | 6,11  | 2 / 5      | Estável |
|                         | Aliança Povo Unido      | 257   | 10,62 / 100,00  | 10,33 | 0 / 5      | 1       |
| Votos Inválidos         | Votos Inválidos         | 93    | 3,85 / 100,00   | 1,05  |            |         |
| Total                   | Total                   | 2 419 | 100,00 / 100,00 |       | 5 / 5      |         |
| Eleitorado/Participação | Eleitorado/Participação | 3 362 | 71,95 / 100,00  | 2,28  |            |         |

### Mêda
| Partido                 | Partido                   | Votos | %               | +/-   | Vereadores | +/-     |
| ----------------------- | ------------------------- | ----- | --------------- | ----- | ---------- | ------- |
|                         | Centro Democrático Social | 1 834 | 38,59 / 100,00  | -     | 2 / 5      | -       |
|                         | Partido Socialista        | 1 571 | 33,05 / 100,00  | 22,33 | 2 / 5      | 2       |
|                         | Partido Social Democrata  | 966   | 20,32 / 100,00  | -     | 1 / 5      | -       |
|                         | Aliança Povo Unido        | 86    | 1,81 / 100,00   | 1,43  | 0 / 5      | Estável |
| Votos Inválidos         | Votos Inválidos           | 296   | 6,23 / 100,00   | 3,58  |            |         |
| Total                   | Total                     | 4 753 | 100,00 / 100,00 |       | 5 / 5      |         |
| Eleitorado/Participação | Eleitorado/Participação   | 6 556 | 72,50 / 100,00  | 3,98  |            |         |

### Pinhel
| Partido                 | Partido                   | Votos  | %               | +/-  | Vereadores | +/-     |
| ----------------------- | ------------------------- | ------ | --------------- | ---- | ---------- | ------- |
|                         | Centro Democrático Social | 2 878  | 39,59 / 100,00  | -    | 3 / 7      | -       |
|                         | Partido Social Democrata  | 2 075  | 28,54 / 100,00  | -    | 2 / 7      | -       |
|                         | Partido Socialista        | 1 090  | 14,99 / 100,00  | 4,42 | 1 / 7      | 1       |
|                         | Aliança Povo Unido        | 838    | 11,53 / 100,00  | 2,81 | 1 / 7      | Estável |
| Votos Inválidos         | Votos Inválidos           | 389    | 5,35 / 100,00   | 1,22 |            |         |
| Total                   | Total                     | 7 270  | 100,00 / 100,00 |      | 7 / 7      |         |
| Eleitorado/Participação | Eleitorado/Participação   | 10 964 | 66,31 / 100,00  | 4,97 |            |         |

### Sabugal
| Partido                 | Partido                   | Votos  | %               | +/-  | Vereadores | +/-     |
| ----------------------- | ------------------------- | ------ | --------------- | ---- | ---------- | ------- |
|                         | Partido Social Democrata  | 4 153  | 39,08 / 100,00  | 2,51 | 3 / 7      | Estável |
|                         | Centro Democrático Social | 3 601  | 33,89 / 100,00  | 0,49 | 3 / 7      | Estável |
|                         | Partido Socialista        | 1 891  | 17,80 / 100,00  | 2,24 | 1 / 7      | Estável |
|                         | Aliança Povo Unido        | 242    | 2,28 / 100,00   | 1,49 | 0 / 7      | Estável |
| Votos Inválidos         | Votos Inválidos           | 739    | 6,96 / 100,00   | 1,72 |            |         |
| Total                   | Total                     | 10 626 | 100,00 / 100,00 |      | 7 / 7      |         |
| Eleitorado/Participação | Eleitorado/Participação   | 15 831 | 67,12 / 100,00  | 2,95 |            |         |

### Seia
| Partido                 | Partido                 | Votos  | %               | +/-  | Vereadores | +/-     |
| ----------------------- | ----------------------- | ------ | --------------- | ---- | ---------- | ------- |
|                         | Partido Socialista      | 9 135  | 56,37 / 100,00  | 0,12 | 5 / 7      | 1       |
|                         | Aliança Democrática     | 5 447  | 33,61 / 100,00  | 2,77 | 2 / 7      | 1       |
|                         | Aliança Povo Unido      | 888    | 5,48 / 100,00   | 1,93 | 0 / 7      | Estável |
| Votos Inválidos         | Votos Inválidos         | 735    | 4,53 / 100,00   | 1,92 |            |         |
| Total                   | Total                   | 16 205 | 100,00 / 100,00 |      | 7 / 7      |         |
| Eleitorado/Participação | Eleitorado/Participação | 23 617 | 68,62 / 100,00  | 8,85 |            |         |

### Trancoso
| Partido                 | Partido                   | Votos  | %               | +/-   | Vereadores | +/-     |
| ----------------------- | ------------------------- | ------ | --------------- | ----- | ---------- | ------- |
|                         | Partido Social Democrata  | 3 104  | 44,05 / 100,00  | -     | 3 / 7      | -       |
|                         | Centro Democrático Social | 2 445  | 34,70 / 100,00  | -     | 3 / 7      | -       |
|                         | Partido Socialista        | 795    | 11,28 / 100,00  | 21,37 | 1 / 7      | 1       |
|                         | Aliança Povo Unido        | 216    | 3,07 / 100,00   | 0,44  | 0 / 7      | Estável |
| Votos Inválidos         | Votos Inválidos           | 486    | 6,90 / 100,00   | 3,44  |            |         |
| Total                   | Total                     | 7 046  | 100,00 / 100,00 |       | 7 / 7      | 2       |
| Eleitorado/Participação | Eleitorado/Participação   | 10 043 | 70,16 / 100,00  | 0,63  |            |         |

### Vila Nova de Foz Côa
| Partido                 | Partido                   | Votos | %               | +/-  | Vereadores | +/-     |
| ----------------------- | ------------------------- | ----- | --------------- | ---- | ---------- | ------- |
|                         | Partido Social Democrata  | 2 265 | 37,17 / 100,00  | -    | 2 / 5      | -       |
|                         | Partido Socialista        | 1 514 | 24,85 / 100,00  | 7,78 | 2 / 5      | Estável |
|                         | Centro Democrático Social | 1 365 | 22,40 / 100,00  | -    | 1 / 5      | -       |
|                         | Aliança Povo Unido        | 584   | 9,58 / 100,00   | 7,50 | 0 / 5      | Estável |
| Votos Inválidos         | Votos Inválidos           | 365   | 5,99 / 100,00   | 2,53 |            |         |
| Total                   | Total                     | 6 093 | 100,00 / 100,00 |      | 5 / 5      |         |
| Eleitorado/Participação | Eleitorado/Participação   | 8 501 | 71,67 / 100,00  | 1,56 |            |         |